# Cantón de Hucqueliers
El cantón de Hucqueliers era una división administrativa francesa, que estaba situada en el departamento de Paso de Calais y la región de Norte-Paso de Calais.

## Composición
El cantón estaba formado por veinticuatro comunas:
- Aix-en-Ergny
- Alette
- Avesnes
- Bécourt
- Beussent
- Bezinghem
- Bimont
- Bourthes
- Campagne-lès-Boulonnais
- Clenleu
- Enquin-sur-Baillons
- Ergny
- Herly
- Hucqueliers
- Humbert
- Maninghem
- Parenty
- Preures
- Quilen
- Rumilly
- Saint-Michel-sous-Bois
- Verchocq
- Wicquinghem
- Zoteux

## Supresión del cantón de Hucqueliers
En aplicación del Decreto nº 2014-233 de 24 de febrero de 2014, el cantón de Hucqueliers fue suprimido el 22 de marzo de 2015 y sus 24 comunas pasaron a formar parte del nuevo cantón de Lumbres.